# Iona Nunnery
Iona Nunnery is een 13e-eeuws augustijner nonnenklooster op het Schotse eiland Iona. Door de reformatie werd het klooster ontbonden en verviel het tot een ruïne.

## Geschiedenis
De geschiedenis van de Iona Nunnery is sinds de stichting rond 1200 door Reginald MacDonald of Islay, zoon van Somerled, nauw verbonden geweest met Iona Abbey. Reginalds zus, Bethoc (of Beatrice), werd de eerste priores van het augustijner nonnenklooster. Voornamelijk vrouwen van nobele afkomst traden in in het klooster. Dit klooster was een van de twee augustijner nonnenkloosters in Schotland; de ander was gevestigd in Perth.
Met de reformatie van 1560 werd het nonnenklooster opgeheven.

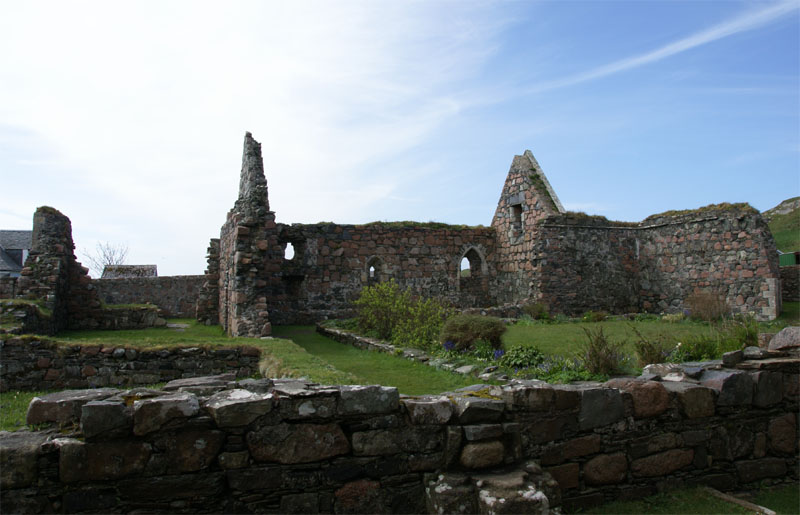
Iona Nunnery: kloostertuin met de refter in de zuidvleugel

## Bouw
De bouw van Iona Nunnery volgt de Ierse stijl.
De kerk bestaat uit een schip met een doorgang met drie inhammen aan de noordzijde en een kleine kapel aan de oostzijde van de doorgang. Zowel de noordkapel als het koor hadden een geribd plafond.
De huidige kloostertuin meet veertien meter in het vierkant, maar moet oorspronkelijk kleiner zijn geweest. De oostvleugel had drie ruimtes op grondniveau inclusief de kapittelzaal met stenen banken langs de wanden. Erboven lagen de slaapvertrekken. De zuidvleugel bevatte de refter. In de zestiende eeuw werd er een verdieping aan toegevoegd. De westvleugel ligt onder de moderne weg en was hoogstwaarschijnlijk de gastenvleugel.
In het abdijmuseum van het nabijgelegen Iona Abbey bevindt zich de bovenste helft van een grafsteen van Anna MacLean, een priores van het nonnenklooster, die stierf in 1543.

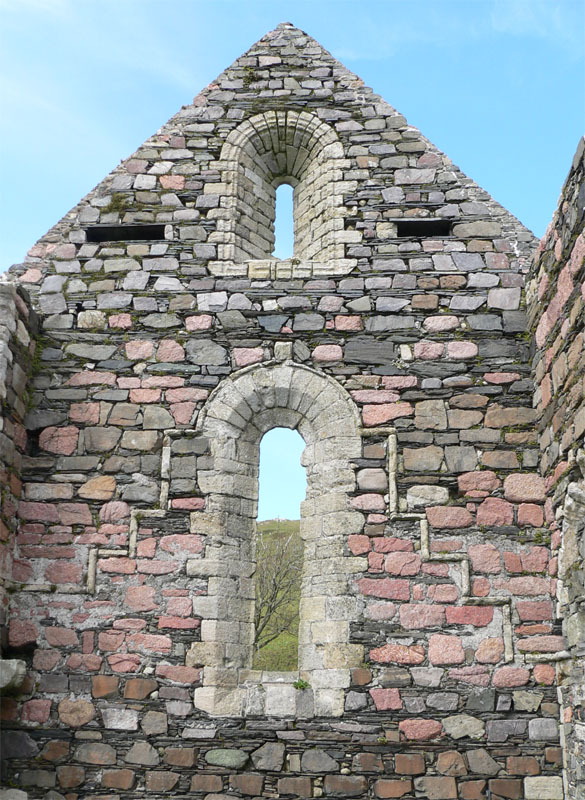
Iona Nunnery: in de kerk

Ten noorden van het nonnenklooster ligt St Ronan's Church, die geen deel uitmaakte van het klooster. Vanaf 1200 tot de reformatie diende deze kerk als parochiekerk. In 1923 en 1993 werd dit kerkje gerestaureerd.

## Beheer
De Iona Nunnery wordt beheerd door Historic Scotland, net als Iona Abbey en het MacLean's Cross.